# Veteran (JPEGMafia)
Veteran è il secondo album del rapper statunitense JPEGMafia, pubblicato nel 2018. Interamente prodotto e privo di collaborazioni importanti, il disco ottiene una risonanza inaspettata, venendo elogiato dalla critica e inserito in diverse liste dei migliori album del 2018, tra cui quelle di NME, Noisey, Spin, Rolling Stone e Pitchfork, che lo considera uno dei duecento migliori del decennio.
| Recensione | Giudizio |
| ---------- | -------- |
| Pitchfork  |          |

## Tracce
1. 1539 N. Calvert – 2:37
2. Real Nega – 2:31 – JPEGMafia, Chef Warren
3. Thug Tears – 3:18
4. Dayum – 1:25
5. Baby I'm Bleeding – 2:32
6. My Thoughts on Neogaf Dying – 1:34
7. Rock N Roll Is Dead – 3:08
8. DD Form 214 (feat. Bobbi Rush) – 3:15
9. Germs – 2:41
10. Libtard Anthem (feat. Freaky) – 1:20
11. Panic Emoji – 3:00
12. DJ Snitch Bitch Interlude – 1:23
13. Whole Foods – 2:04
14. Macaulay Culkin – 1:57
15. Williamsburg – 3:33
16. I Cannot Fucking Wait Til Morrissey Dies – 1:26
17. Rainbow Six (feat. Yung Midpack) – 4:43
18. 1488 – 2:28
19. Curb Stomp – 2:15